# Liste der Limeskastelle in Ungarn

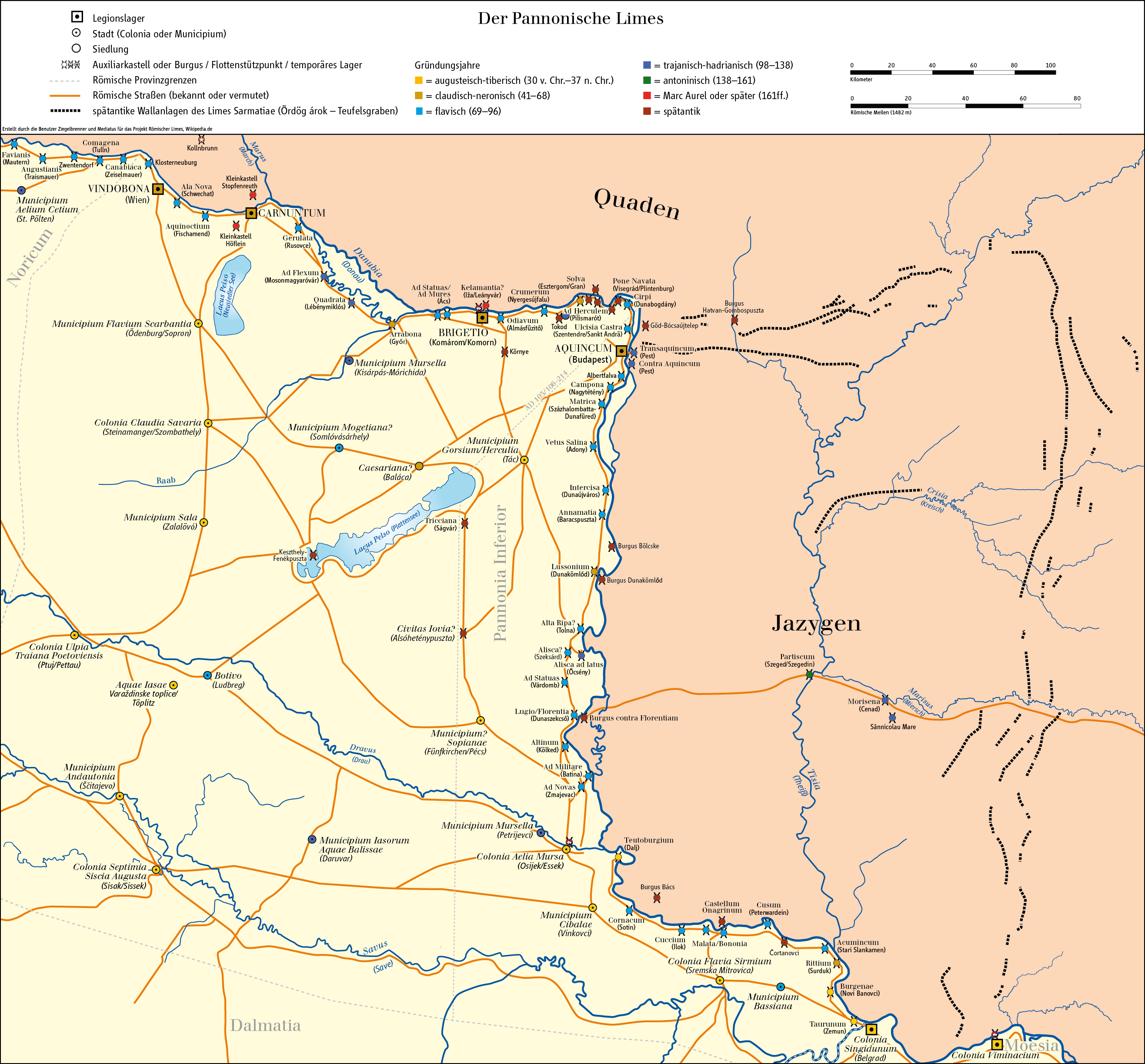
Der pannonische Limes

Die Liste der Limeskastelle in Ungarn umfasst römische Militärlager, Wachtürme und Burgi denen die Kontrolle und Verteidigung der Außengrenze (Limes Pannonicus) der römischen Provinzen Pannoniens (Pannonia) im Bereich des heutigen ungarischen Staates oblag.
Die Reihenfolge, Steckeneinteilung und -benennung bezieht sich auf die Besprechung, wie sie von Zsolt Visy in seinem Standardwerk „Der pannonische Limes in Ungarn“ (sh. Literaturhinweis) für Deutschland erstmals umfassend dokumentiert worden ist: Vom Norden immer der Donau entlang nach Süden. Zsolt hat Gebäudekomplexe, die in ihrer Größe am Obergermanisch-Raetischen Limes als „Kleinkastelle“ oder Burgi angesprochen werden, oftmals auch zu den Wachtürmen gezählt, weshalb sie in der Aufzählung unten weitgehend fehlen. Die Einteilung in der Wikipedia hält sich an Visys Aufstellung.

## Limes Pannonicus in Ungarn

### Ad Flexum–Brigetio
| Limes-Kastell                      | Strecke | von            | bis                                  | Typ                       | Nächstgelegener Ort          |
| ---------------------------------- | ------- | -------------- | ------------------------------------ | ------------------------- | ---------------------------- |
| Kastell Ad Flexum                  | 01      | Ende 1. Jh.    | 4. Jh., möglicherweise frühes 5. Jh. | Reiterkastell             | Mosonmagyaróvár              |
| Burgus Máriakálnok-Országúti-dűlő  | 01      | 4. Jh.         |                                      | Brückenkopf (Ländeburgus) | Máriakálnok, Mosonmagyaróvár |
| Kastell Quadrata                   | 01      |                |                                      |                           | Lébénymiklós                 |
| Kastell Arrabona                   | 01      | 1. Jh.         | 4. Jh.                               | Reiterkastell             | Győr                         |
| Kastell Ad Statuas (Ács-Vaspuszta) | 01      | frühtrajanisch | bis frühes 5. Jh.                    | Kohortenkastell           | Ács                          |
| Kastell Ad Mures                   | 01      | frühtrajanisch | bis frühes 5. Jh.                    | Vexillationskastell       | Ács-Bumbumkút                |

### Brigetio–Solva
| Limes-Kastell                      | Strecke | von                                | bis                      | Typ                                        | Nächstgelegener Ort       |
| ---------------------------------- | ------- | ---------------------------------- | ------------------------ | ------------------------------------------ | ------------------------- |
| Legionslager Brigetio              | 02      | Mitte 1. Jh.                       | 4. Jh.                   | a) Kohortenkastell, b) Legionslager        | Komárom                   |
| Kastell Iža-Leányvár               | 02      | letztes Drittel des 2. Jh.         | spätes4. Jh.             | Kastell mit unbekannten Einheiten          | Iža                       |
| Kastell Almásfüzitő                | 01      | möglicherweise 101/105 n. Chr.     | spätestens frühes 5. Jh. | Alenkastell, Kleinkastell                  | Almásfüzitő               |
| Kastell Crumerum                   | 02      | 2. Jh.                             | Ende 4. Jh.              | Kohortenkastell, spätantikes Reiterkastell | Nyergesújfalu             |
| Kastell Tokod                      | 02      | valentinianisch                    | Ende 4./frühes 5. Jh.    | Kastell einer unbekannten Einheit          | Tokod                     |
| Kastell Esztergom (lat. Solva)     | 02      |                                    |                          |                                            | Esztergom                 |
| Burgus Esztergom-Szentgyörgymező 1 | 02      | 367/368 bis spätestens 371 n. Chr. |                          | Burgus                                     | Esztergom-Szentgyörgymező |

### Solva–Cirpi
| Limes-Kastell                              | Strecke | von                                  | bis                                                                   | Typ                                                                                   | Nächstgelegener Ort         |
| ------------------------------------------ | ------- | ------------------------------------ | --------------------------------------------------------------------- | ------------------------------------------------------------------------------------- | --------------------------- |
| Kastell Esztergom-Hideglelőskereszt        | 03      | valentinianisch ?                    |                                                                       | Kastell                                                                               | Esztergom-Hideglelőskereszt |
| Burgus Szob                                | 03      | Constantius II. oder valentinianisch |                                                                       | Brückenkopf (Ländeburgus)                                                             | Szob                        |
| Burgus Pilismarót-Malompatak               | 03      | valentinianisch                      | um 425 n. Chr.                                                        | Burgus                                                                                | Pilismarót                  |
| Castra ad Herculem                         | 03      | Ende 3. Jahrhundert                  | spätestens um 433 n. Chr.                                             | Auxilia- und Equiteskastell                                                           | Pilismarót                  |
| Kleinkastell Visegrád-Gizellamajor         | 03      | Constantius II.                      | Ende des ersten Drittels des 5. Jh.                                   | Kleinkastell                                                                          | Visegrád                    |
| Burgus Visegrád-Lepence                    | 03      | Valentinian I.                       |                                                                       | Burgus                                                                                | Visegrád                    |
| Kastell Visegrád-Sibrik (lat. Pone Navata) | 03      | um 325/330                           | Kastell bis vor 380 n. Chr.; später Wachturm bis zum Ende der Provinz | Auxiliakastell                                                                        | Visegrád                    |
| Kastell Kisoroszi                          | 03      | 4. Jahrhundert                       |                                                                       | Kleinkastell                                                                          | Kisoroszi                   |
| Burgus Verőcemaros-Dunamező                | 03      | Constantius II. oder valentinianisch | Ende 4. oder Anfang 5. Jahrhundert                                    | Brückenkopf (Ländeburgus)                                                             | Verőcemaros                 |
| Kastell Dunabogdány (lat. Cirpi)           | 03      | flavische Zeit                       | spätestens um 433 n. Chr.                                             | a) Kohortenkastell; b) Equites, Auxilia und Teile der Legio II Adiutrix; c) foederati | Dunabogdány                 |
| Burgus Tahitótfalu-Balhavár                | 03      | valentinianisch ?                    |                                                                       | Brückenkopf (Ländeburgus)                                                             | Tahitótfalu-Balhavár        |

### Cirpi–Aquincum
| Limes-Kastell                                                   | Strecke | von                                       | bis                   | Typ                       | Nächstgelegener Ort |
| --------------------------------------------------------------- | ------- | ----------------------------------------- | --------------------- | ------------------------- | ------------------- |
| Burgus Leányfalu                                                | 04      | valentinianisch                           | Ende 4./Anfang 5. Jh. | Wohn- und Wachturm        | Leányfalu           |
| Burgus Szentendre-Hunka                                         | 04      | frühes 3. Jh.                             | Ende 4./Anfang 5. Jh. | Wohn- und Wachturm (?)    | Szentendre          |
| Kastell Szentendre (lat. Ulcisia Castra bzw. Castra Constantia) | 04      | domitianisch-trajanisch                   | frühes 5. Jh.         | Kohortenkastell           | Szentendre          |
| Burgus Szigetmonostor-Horány                                    | 04      | höchstwahrscheinlich valentinianisch      |                       | Brückenkopf (Ländeburgus) | Horány, Szentendrei |
| Burgus Dunakeszi                                                | 04      | valentinianisch                           |                       | Brückenkopf (Ländeburgus) | Dunakeszi           |
| Kastell Göd-Bócsaújtelep                                        | 04      | 373                                       | 374                   | Kastell                   | Göd                 |
| Burgus Szentendre-Dera                                          | 04      | Konstantin der Große oder Constantius II. |                       | Brückenkopf (Ländeburgus) | Szentendre          |
| Burgus Budakalász-Luppa csárda                                  | 04      | valentinianisch                           | Ende 4./Anfang 5. Jh. | Wohn- und Wachturm        | Budakalász          |
| Castra Aquincum                                                 | 04      |                                           |                       | Legionslager              | Budapest            |
| Transaquincum                                                   | 04      | 2. Jh.                                    | 4. Jh.                | Gegenfestung              | Budapest-Pest       |
| Contra Aquincum                                                 | 04      | 2. Jh.                                    | 5. Jh. (?)            | Gegenfestung              | Budapest-Pest       |

### Aquincum–Matrica
| Limes-Kastell                | Strecke | von                    | bis                   | Typ                         | Nächstgelegener Ort      |
| ---------------------------- | ------- | ---------------------- | --------------------- | --------------------------- | ------------------------ |
| Kastell Budapest-Albertfalva | 05      | vespasianisch          | 259/260               | Kohorten- und Alenkastell   | Budapest-Albertfalva     |
| Kastell Campona              | 05      | Ende 1./frühes 2. Jh.  | Ende 4./frühes 5. Jh. | Alen- und Reiterkastell     | Nagytétény               |
| Kastell Matrica              | 05      | traianisch/hadrianisch | frühes 5. Jh.         | Kohorten- und Reiterkastell | Százhalombatta-Dunafüred |

### Matrica–Intercisa
| Limes-Kastell     | Strecke | von                   | bis                        | Typ                     | Nächstgelegener Ort |
| ----------------- | ------- | --------------------- | -------------------------- | ----------------------- | ------------------- |
| Vetus Salina      | 06      | vespasianisch (69–79) | 5. Jh.                     | Kohortenkastell, Burgus | Adony               |
| Kastell Intercisa | 06      | domitianisch (81–96)? | 2./3. Jahrzehnt des 5. Jh. | Kohortenkastell         | Dunaújváros         |

### Intercisa–Lussonium
| Limes-Kastell                         | Strecke | von                                                        | bis                       | Typ                                        | Nächstgelegener Ort |
| ------------------------------------- | ------- | ---------------------------------------------------------- | ------------------------- | ------------------------------------------ | ------------------- |
| Kastell Baracspuszta (lat. Annamatia) | 07      | vespasianisch (69–79)                                      | mindestens 374 n. Chr.    | Kohorten- und Reiterkastell                | Baracs              |
| Burgus Bölcske                        | 07      | Ende konstantinisch (Constantius II.) oder valentinianisch | Ende 4. Jh./Anfang 5. Jh. | Brückenkopf (Ländeburgus)                  | Bölcske             |
| Kastell Lussonium                     | 07      | um 50 n. Chr.                                              | spätestens frühes 5. Jh.  | Kohortenkastell, spätantikes Reiterkastell | Dunakömlőd          |
| Burgus Dunakömlőd                     | 07      | 4. Jh.                                                     |                           | Brückenkopf (Ländeburgus)                  | Paks, Dunakömlőd    |

### Lussonium–Altinum
| Limes-Kastell                                      | Strecke | von                   | bis                       | Typ                          | Nächstgelegener Ort |
| -------------------------------------------------- | ------- | --------------------- | ------------------------- | ---------------------------- | ------------------- |
| Kastell Tolna (lat. Alta Ripa)                     | 08      | 1. Jahrhundert        | Ende 4./Anfang 5. Jh.     | Reiterkastell                | Tolna               |
| Kastell Szekszárd (lat. Alisca ?)                  | 08      | unbekannt             | unbekannt                 | Kohortenkastell              | Szeksárd            |
| Kastell Alisca                                     | 08      | um 100 n. Chr. ?      | ?                         | Kohortenkastell              | Őcsény-Szigetpuszta |
| Kastell Ad Statuas (Várdomb)                       | 08      | flavisch/trajanisch   | 4. Jh. n. Chr.            | Kohortenkastell              | Várdomb             |
| Kastell Dunaszekcső (lat. Lugio, später Florentia) | 08      | vespasianisch (69–79) | Anfang des 5. Jh. n. Chr. | Kohorten- und Flottenkastell | Dunaszekcső         |
| Burgus contra Florentiam                           | 08      | valentinianisch ?     |                           | Brückenkopf (Ländeburgus)    | Dunafalva           |
| Kastell Mohács-Kölked (lat. Altinum)               | 08      | 1. Jh. (?)            | 4./5. Jh.                 | Kohortenkastell              | Kölked, Mohács      |